# Burgh Castle (slott)
Burgh Castle är ett slott i Storbritannien.   Det ligger i grevskapet Norfolk och riksdelen England, i den sydöstra delen av landet, 170 km nordost om huvudstaden London. Burgh Castle ligger 9 meter över havet.
Terrängen runt Burgh Castle är mycket platt.  Närmaste större samhälle är Lowestoft, 13,7 km sydost om Burgh Castle. Runt Burgh Castle är det i huvudsak tätbebyggt.